# NGC 3957
NGC 3957 (również IC 2965 lub PGC 37326) – galaktyka spiralna (S0-a), znajdująca się w gwiazdozbiorze Pucharu. Została odkryta 7 lutego 1785 roku przez Williama Herschela.
NGC 3957 należy do grupy galaktyk NGC 4038.